# Mats Jinefors
Mats Ove Jinefors, senare Jalking, född 8 april 1960 i Biskopsgårdens församling i Göteborg, är en svensk före detta fotbollsspelare (mittfältare) som bland annat representerade Gais, Gefle IF och IF Elfsborg.

## Biografi
Jinefors värvades sommaren 1978 till Gais från Lerums IS, och debuterade för klubben i den sista omgången för säsongen, i en 3–1-seger mot Trelleborgs FF. Sammanlagt spelade han 33 matcher (2 mål) för Gais innan han blev utlånad till Gefle IF i slutet av säsongen 1980. I Gefle blev han sedan kvar till 1982, då han var med och spelade upp klubben i allsvenskan. Han stannade dock inte kvar i klubben utan flyttade hem till Lerum och skrev på för likaledes allsvenska IF Elfsborg. I Elfsborg blev det dock bara 5 allsvenska matcher säsongen 1983, och till säsongen 1984 gick han till Alingsåsklubben Holmalunds IF.
Civilt arbetade Jinefors i mediebranschen, först som egenföretagare och senare som chef för Radio City i Göteborg. Han var efter karriären också tränare för olika fotbollslag i hemorten Lerum.